# Audioprocesor
Audioprocesor je označení pro zařízení, které se používá pro elektronické zpracování zvukových signálů.
Při zpracování těchto signálů bývá obvykle použito množství různých zařízení upravujících tento signál jak kvalitativně, tak i kvantitativně. Nejčastěji jsou používány v nahrávacím studiu nebo při živém ozvučování (koncerty apod.), ale není výjimkou použití v domácnosti – často se jedná o funkci integrovanou v jiném, komplexnějším zařízení.
Obvykle se používá několik procesorů pro postupné zpracování signálu, přičemž zvukař (hudebník, technik, …) sám rozhoduje, které a v jakém pořadí jsou zapotřebí.

## Sériové a paralelní zapojení
Jedním z hlavních způsobů kategorizace audioprocesorů je způsob zapojení do řetězce zpracování signálu. Podle povahy úprav prováděných daným typem zařízení má u některých procesorů smysl pouze sériové zapojení – tedy veškerý vstupní signál je upraven. Paralelní zapojení se používá v případě, když na výstupu je požadován mix signálu původního i upraveného. Poměry obou signálu je obvykle možné přesně nastavit podle aktuálních potřeb. Některé typy procesorů mohou být použity jak sériově, tak i paralelně.
Audioprocesory v provedení jako samostatný přístroj určený k paralelnímu zapojení mají zpravidla ovládací prvek mix, kterým obsluha může nastavit požadovaný poměr původního a upraveného signálu. Stejného výsledku je v praxi často dosaženo přivedením upraveného signálu na další vstup mixážního pultu, kde je míchán se signálem původním i případnými dalšími signály.

## Provedení
Audioprocesory bývají realizovány jako samostatné přístroje nebo mohou být součástí komplexnějšího zařízení.
S nástupem počítačů je čím dál častější nahrazování analogových procesorů jejich digitálními obdobami. To může poskytovat ještě širší možnosti úprav a pochopitelně vznikají i zcela nové typy procesorů. Většinu typů audio procesorů může mít i svou softwarovou obdobu pro práci ve studiu založeném na počítači.
Vzhledem k technickým možnostem, výpočetnímu výkonu a umu programátorů ještě dnes není možné plnohodnotně nahradit veškeré analogové přístroje digitálními a hardwarové softwarovými, přestože se situace v poslední době zlepšuje.
Volba mezi analogovým a digitálním přístrojem, respektive mezi hardwarovým a softwarovým bývá zpravidla podmíněna kromě kvality výsledku také ergonomií ovládání a dalšími subjektivními faktory.

## Příklady nejčastěji používaných typů audioprocesorů
- Kompresor dynamiky – zmenšuje dynamický rozsah signálu, rozdíl mezi hlasitějším a tišším místem bude menší, než u původního signálu. Zapojuje se sériově. Nejčastější použití: zpěv, basová kytara, bicí nástroje, celkový výstupní signál
- Limiter – zabraňuje dalšímu zesílení signálu, jehož intenzita překročí nastavený práh. Má především ochrannou funkci – zabraňuje zkreslení signálu v následujících zařízeních a také chrání sluch posluchače před bolestivými dynamickými špičkami. Zapojuje se sériově. Je možné jej použít prakticky na jakýkoliv zvukový signál, u nějž se předpokládá možnost krátkodobého překročení únosné meze.
- Expander dynamiky – zvětšuje dynamický rozsah, rozdíly hlasitostí budou větší. Zapojuje se sériově.
- Gate (šumová brána) – ztlumí signál, jehož intenzita nedosáhne nastaveného prahu. Zapojuje se sériově. Je možné jej použít prakticky na jakýkoliv zvukový signál, jež může v pauzách mezi užitečným signálem obsahovat šum či jiný rušivý signál o řádově nižší intenzitě.
- Ekvalizér – umožňuje měnit poměry frekvenčních složek, respektive frekvenční charakteristiku signálu. Zapojuje se sériově. Patří mezí nejčastěji používané audioprocesory, bývá integrován v mixážních pultech a mnoha dalších zařízeních. Jako samostatný přístroj zpravidla poskytuje možnost detailnějšího nastavení a často i další nadstandardní funkce.
- Filtry, wah-wah – filtry, podobně jak ekvalizér, upravují frekvenční charakteristiku; zapojují se sériově (výjimkou může být nějaký speciální umělecký záměr). Slouží k odstranění nežádoucí části spektra. Dělí se na LOW-PASS (dolní propust), HI-PASS (horní propust) a BAND-PASS (pásmová propust). Nejjednodušším příkladem filtru je pevně nastavený filtr na požadovanou frekvenci (podle typického použití), například ořez basů na vstupu mixážního pultu. Klíčovým ovládacím prvkem je frekvence (často se používá popis CUT-OFF), u pokročilejších bývá doplněna strmostí filtru a případně i prvkem RESONANCE, který zvýrazní danou frekvenci, na které filtr pracuje. Zvláštním druhem je efekt Wah-wah (česky lidově: kvákadlo), kde muzikant či zvukař ovládá (pedálem) frekvenci a výsledkem je zvuk měnící své zabarvení podle sešlápnutí pedálu.
- Dozvuková jednotka – přidává různé typy dozvuků (reverb) a ozvěn (delay) pro dosažení dojmu určitého prostoru či realizaci nějakého uměleckého záměru. Zpravidla se zapojuje paralelně.
- Jednotka zkreslení – Většinou se jedná přebuzení zesilovače či simulaci přebuzení. Zpravidla se zapojuje sériově, nicméně paralelní zapojení není výjimkou. Dříve se zkreslení používalo především k úpravě zvuku elektrické kytary, dnes se často používá i na další nástroje (basová kytara, klávesy), zpěv i jiné zdroje signálu.
- Modulační efekty – obecné pojmenování širší skupiny audioprocesorů. Nejznámější jsou například chorus, flanger, phaser a mnoho dalších. Z principu se zapojují do řetězce paralelně, prakticky ale díky obsaženému prvku MIX je možné sériové zapojení (typicky například u kytarových "krabiček"). Každý z modulačních efektů používá sice jiný algoritmus na úpravu zvuku, společným rysem je však právě zmíněný prvek MIX, který sčítá upravený signál s původním a tím vzniká zdánlivě úplně nový zvuk. Například chorus upravuje signál jen minimálně (hlavně barvu a zpoždění, zpravidla řízeno oscilátorem), výsledkem je pak iluze zdvojení či znásobení původního zvuku (unisono). Jiný příklad – phaser – upravuje fázi zvukové vlny a výsledkem po sečtení je charakteristické zvýraznění centrálních frekvencí, které často také bývají řízené oscilátorem v nastaveném rozsahu.